# Неорганічний синтез
Неорганічний синтез — розділ неорганічної хімії і технології, що вивчає різні аспекти (способи, методики, ідентифікація, апаратура і ін.) отримання неорганічних сполук, матеріалів і виробів, а також сам процес отримання неорганічних речовин.
Мета неорганічного синтезу — отримання речовин з цінними фізичними, хімічними і каталітичними властивостями або перевірка передбачень теорії. Особливостями неорганічного синтезу є відносна простота, в порівнянні з органічним синтезом і зазвичай вищі виходи в реакціях.

## Історія
Неорганічний синтез використовується з найдавніших часів, так як перші виплавки металів із руд уже можна вважати неорганічним синтезом.  Фактично неорганічний синтез розвивався разом з хімією.

## Реакції неорганічного синтезу
- Кислотно-основні реакції
- Іонообмінні реакції
- Окислювально-відновні реакції